# شلومو شامیر
شلومو شامیر (انگلیسی: Shlomo Shamir؛ ۱۵ ژوئن ۱۹۱۵ – ۱۹ مهٔ ۲۰۰۹) سرلشکر نیروهای دفاعی اسرائیل بود، که در فاصله سال‌های ۱۹۴۹ تا ۱۹۵۰ به‌عنوان سومین فرمانده نیروی دریایی اسرائیل فعالیت می‌کرد و از ۱۹۵۰ تا ۱۹۵۱ سومین فرمانده نیروی هوایی اسرائیل بود.

## زندگی‌نامه
شلومو شامیر با نام شلومو رابینوویچ، در بردیچیف، امپراتوری روسیه زاده شد. او در سال ۱۹۲۵ به فلسطین تحت قیمومیت برده شد. در سال ۱۹۲۹ به هاگانا پیوست و در قاچاق اسلحه و انتقال مهاجران غیرقانونی یهودی به فلسطین در زمان قیمومیت بریتانیا و کاغذ سفید ۱۹۳۹ نقش مهمی داشت. در سال ۱۹۴۰ گواهینامه خلبانی خود را دریافت کرد و در همان سال برای مبارزه با نازی‌ها به شاخه پیاده نظام ارتش بریتانیا پیوست. در سال ۱۹۴۴ پس از تأسیس تیپ یهودی، به نمایندگی از هاگانا و مؤسسه یهودی در فلسطین به عنوان فرمانده داخلی تیپ منصوب شد. در سال ۱۹۴۶ با درجه سرگردی از ارتش بریتانیا مرخص شد.
در سال ۱۹۴۸، داوید بن گوریون، نخست وزیر، به او دستور داد تا تیپ ۷ زرهی هاتیفا شیوا اسرائیل را در نبرد برای فتح لطرون تأسیس کند تا جاده به اورشلیم باز شود. او فرماندهی ایجاد جاده برمه را بر عهده داشت. در پایان جنگ ۱۹۴۸ فلسطین به او پیشنهاد شد که به عنوان رئیس ستاد کل نیروهای مسلح اسرائیل منصوب شود، اما او این پیشنهاد را رد کرد. در عوض، او در سمت‌های دیگری خدمت کرد و سرانجام در دسامبر ۱۹۴۹ به عنوان دومین فرمانده نیروی دریایی اسرائیل منصوب شد. او با خرید یک ناوچه جدید و قایق‌های اژدرافکن پیشرفته به ساخت نیروی دریایی کوچک اسرائیل کمک کرد.
در سال ۱۹۵۰، مردخای لیمون جایگزین او به عنوان فرمانده نیروی دریایی اسرائیل شد و سومین فرمانده نیروی هوایی اسرائیل گردید. تحت رهبری او، شبکه دفاع هوایی اسرائیل ایجاد شد و پایگاه نیروی هوایی هاتزور اسرائیل ساخته شد. در اوت ۱۹۵۱، او فرماندهی نیروی هوایی را به هایم لاسکوف واگذار کرد و از نیروهای دفاعی اسرائیل بازنشسته شد.
در زندگی غیرنظامی، شامیر معادن فسفات اسرائیل را تأسیس کرد و ریاست مقامات زمینی اسرائیل را بر عهده داشت. او مدرک کارشناسی ارشد علوم اجتماعی را از دانشگاه تل‌آویو دریافت کرد و فارغ‌التحصیل برنامه ای‌ام‌پی دانشگاه هاروارد در سال ۱۹۷۰ است.
در ۱۹ مه ۲۰۰۹، شامیر در سن ۹۳ سالگی در تل‌آویو درگذشت.